# Clifford Johnson
Clifford Victor Johnson est un physicien théoricien anglais et professeur à l'université de Californie du Sud, au département de physique et d'astronomie (Department of Physics and Astronomy). Ses recherches portent sur la théorie des supercordes et la physique des particules, en particulier liées à des phénomènes fortement couplés,. Il a précédemment travaillé à l'Institut Kavli de physique théorique à l'université de Californie à Santa Barbara, à l'Institute for Advanced Study et à l'université de Princeton.
Il a reçu en 2005 le prix et la Médaille Maxwell (en) de l'Institute of Physics, « Pour sa contribution exceptionnelle à la théorie des cordes, gravité quantique et son interface avec la théorie des champs fortement couplés, en particulier pour ses travaux sur la compréhension de la censure de la singularité et les propriétés thermodynamiques, de l'espace-temps quantique »,,,.
Il a reçu un National Science Foundation Career Award en 1997. En 2005, le Journal of Blacks in Higher Education a répertorié Clifford Johnson comme étant le professeur de mathématiques, ou dans un domaine connexe, noir le plus fréquemment cité dans une université américaine ou un collège.

## Biographie
Il a obtenu un baccalauréat universitaire ès sciences en physique de l'Imperial College de Londres en 1989 et il a terminé son Philosophiæ doctor en mathématiques et en physique de l'université de Southampton en 1992.
Il travaille également activement à promouvoir la science dans le public. Dans le cadre de cet effort, il apparaît régulièrement dans la série The Universe (L'Univers) sur la chaîne History Channel et agit en tant que consultant scientifique pour la chaîne Discovery Channel. Johnson a fondé l'Institut African Summer Theory Institute, « qui rassemble des enseignants, des chercheurs et des étudiants de tous les niveaux ensemble pour une conférence d'un mois sur un sujet scientifique (un différent chaque année), pour discuter, pour mettre en réseau, et, bien sûr, pour apprendre »,.